# گرفسمولن
شهر گرفسمولن در ایالت مکلنبورگ-فورپومرن در کشور آلمان واقع شده‌است.